# Штраус, Уильям
Уильям Штраус (англ. William Strauss; род. 5 декабря 1947, Чикаго, Иллинойс, США — 18 декабря 2007, Мак-Лейн, Виргиния, США) — американский писатель, историк, драматург, театральный режиссёр и лектор. Известен как автор теории поколений Штрауса — Хау, а также как один из создателей политико-сатирической музыкальной группы Capitol Steps.

## Биография
Уильям Штраус родился в Чикаго и вырос в Берлингейме, Калифорния. Окончил Гарвардский университет в 1969 году. В 1973 году он получил степень доктора юридических наук в Гарвардском университете и степень магистра в области государственной политики в Школе управления им. Джона Ф. Кеннеди.
После получения учёной степени Штраус работал в Вашингтоне в качестве политического помощника президентского Совета по помилованию, направляя исследовательскую группу, пишущую доклад о влиянии войны во Вьетнаме на поколение, которое было призвано на службу. В 1978 году Штраус и Лоуренс Баскир стали соавторами двух книг о Вьетнамской войне. Позднее Штраус работал в Министерстве энергетики США, а в 1980 году он стал главным советником и директором по персоналу подкомитета по энергетике, распространению ядерного оружия и правительственным процессам.
В 1981 году Штраус организовал группу сотрудников Сената для исполнения сатирических песен на ежегодной рождественской вечеринке своего работодателя, сенатора Перси. Группа была настолько успешной, что Штраус основал профессиональную сатирическую труппу Capitol Steps вместе с Элайной Ньюпорт. Сегодня Capitol Steps является компанией стоимостью около трёх миллионов долларов с более чем 40 сотрудниками, которые выступают на площадках по всей стране. В качестве режиссёра Штраус написал многие песни, регулярно выступал на Бродвее, а также записал 27 альбомов.
В 1990-х годах Штраус увлёкся историей и социологией. Он занимался исследованием того, как различия между поколениями влияют на взаимоотношения между людьми, поведение людей и ход истории. Совместно с Нилом Хоу они написали семь книг о социальных поколениях, первой из которых была книга «Поколения» (1991 год). Данная книга помогла популяризировать идею о том, что люди определённой возрастной группы склонны разделять особый набор убеждений, отношений, ценностей и моделей поведения, так как они росли в одинаковых исторических условиях. В середине 1990-х гг. Штраус и Хоу начали получать запросы от организаций, которые желали знать, как понимание поколенческих особенностей могло бы решить их стратегические проблемы. Исследователи были признаны пионерами в данной области и часто выступали на конференциях и мероприятиях, а также открыли консалтинговую компанию LifeCourse Associates. Будучи партнёром LifeCourse, Штраус работал консультантом по корпоративным, некоммерческим, образовательным и государственным вопросам.
Штраус умер от рака поджелудочной железы 18 декабря 2007 года в возрасте 60 лет. Его жена Дженни Штраус, прожившая с ним в браке 34 года, в настоящее время живёт в Маклине. У них четверо взрослых детей.

## Публикации

### Книги
- Chance and Circumstance (1978)
- Reconciliation After Vietnam (1978)
- Generations (1991)
- Fools on the Hill (1992)
- 13th-GEN (1993)
- The Fourth Turning (1997)
- Millennials Rising (2000)
- Sixteen Scandals (2002)
- Millennials Go To College (2003, 2007)
- Millennials and the Pop Culture (2006)
- Millennials and K-12 Schools (2008)

### Спектакли и мюзиклы
- MaKiddo (2000)
- Free-the-Music.com (2001)
- The Big Bump (2001)
- Anasazi (2004)
- Gray Champions (2005)